# Mellan-Jädern
Mellan-Jädern är en sjö i Ockelbo kommun i Gästrikland och ingår i Gavleåns huvudavrinningsområde. Sjön har en area på 0,342 kvadratkilometer och ligger 225 meter över havet. Sjön avvattnas av vattendraget Gavleån.

## Delavrinningsområde
Mellan-Jädern ingår i det delavrinningsområde (675751-152720) som SMHI kallar för Utloppet av Mellan-Jädern. Medelhöjden är 235 meter över havet och ytan är 12,78 kvadratkilometer. Räknas de 48 avrinningsområdena uppströms in blir den ackumulerade arean 248,94 kvadratkilometer. Avrinningsområdets utflöde Gavleån mynnar i havet. Avrinningsområdet består mestadels av skog (48 procent) och sankmarker (40 procent). Avrinningsområdet har 0,59 kvadratkilometer vattenytor vilket ger det en sjöprocent på 4,6 procent.